# Мидот (трактат)
«Мидот» или «Миддот» (др.-евр. מדות‬, midoth — «размеры») — трактат Мишны, десятый в разделе «Кодашим» («Святыни»). Трактат посвящён описанию внутреннего устройства Иерусалимского храма с указанием размеров отдельных его частей (отсюда название).

## Предмет рассмотрения
В Моисеевом законе, в Исх. 25:8 — 27:19 приводится подробное описание скинии (משכן‎) — походного храма, использовавшегося как место принесения жертвоприношений и хранения ковчега завета и ставшего образцом для постройки храма в Иерусалиме.
В трактате «Мидот» рассказывается об устройстве Иерусалимского храма после его реконструкции, совершённой царём Иродом в конце I в. до н. э. По свидетельству Талмуда (Йома, 16а и далее) в основу трактата положено описание храма, сделанное рабби Элиезером бен-Яковом I, который видел храм в детстве и использовал свидетельства очевидцев. Позднее оно было дополнено другими законоучителями, в том числе с использованием цитат из более раннего трактата «Тамид».

## Содержание
Трактат «Мидот» состоит из 5 глав и 34 параграфов. Как и многие другие трактаты, он начинается с числового правила (перечисляются три поста ночной стражи в храме), а заканчивается материалом агадического характера.
- Глава первая рассказывает о порядке охраны храма и содержит список храмовых ворот.
- Глава вторая описывает общее устройство Храмовой горы.
- Глава третья посвящена описанию жертвенника всесожжений и храмового притвора (אולם, «улам»).
- Глава четвёртая описывает само здание храма (היכל, «эйхаль»).
- Глава пятая рассказывает об устройстве храмового двора (עזרה, «азара»).

## Интересные факты
Ряд мест в трактате «Мидот» представляют исторический интерес:
- Двери храма на ночь запирались, поэтому охрана храма, которую каждую ночь несли двадцать четыре человека, была просто религиозной обязанностью. Тем не менее, если при обходе постов охранника находили спящим, то, как свидетельствовал Элиезер бен-Яков, могли даже поджечь его одежду (1:2).
- На восточных воротах Храмовой горы сохранялось изображение города Сузы — в память о персидском владычестве (1:3).
- Хасмонеи после победы над сирийцами (142 год до н. э.)[1] спрятали камни жертвенника, осквернённого последними, в отдельной храмовой пристройке (1:6).
- Те, у которых случилось несчастье (смерть близкого родственника), при входе в храм должны были вопреки общему правилу двигаться не вправо, а влево, чтобы обратить на себя внимание публики, которая обыкновенно обращалась к ним со словами соболезнования и утешения (2:2).
- Греки в тринадцати местах пробили бреши в храмовой ограде — в память об этом в храме было установлено совершать тринадцать поклонов (2:3; впрочем, в 2:6 имеется другая мотивировка: 13 поклонов соответствовали 13 храмовым воротам).
- Восточная стена храма была ниже других, чтобы вход в храм был виден с Масличной горы во время ритуала сожжения рыжей телицы.
- Для женщин была сооружена галерея: мужчины находились внизу, а женщины наверху (2:5); согласно «Сукка», 51б, это было приспособлено для ритуала возлияния воды в праздник Суккот, который представлял торжественное зрелище, привлекавшее большое количество зрителей, мужчин и женщин.
- Характерно объяснение, данное рабби Элиезером бен-Яковом названию одних из ворот храма — «водяные ворота» (שער המים‬): потому что в этом месте в мессианское время, согласно Иез. 47:1, 2, должен открыться источник, текущий из-под храма (2:6)[1].
- Также приводится объяснение для запрета пользоваться железными инструментами при постройке жертвенника (Исх. 20:25): железо служит для сокращения человеческой жизни, а жертвенник — для продления, поэтому сокращающее не следует поднимать на продляющее.
- В «каменной палате» (לשכת הגזית) заседал великий Синедрион и разбирал дела «сомнительных» священников. Тот священник, который оказывался негодным для храмовой службы, облачался в чёрное и удалялся, а признанный годным облачался в белое и отправлялся на службу, причём обыкновенно благополучный исход дела праздновался товарищами с произнесением благословения (5:4). Текст этого благословения завершает трактат.

## Толкования и комментарии
Комментарии к «Мидот» составляли:
- 1) рабби Шемайя, ученик Раши. В заглавной приписке сказано, что комментарий им составлен под руководством его учителя. Подразумевается ли здесь Раши или другой учитель, неизвестно.
- 2) Маймонид. При внимательном изучении этого комментария нетрудно убедиться в том, что здесь Маймонид отступает от своей общей системы комментирования Мишны; этот комментарий более распространённый и вдаётся в различные подробности, которым нет места в его комментариях к другим трактатам.

По свидетельству переводчика комментария Маймонида к отделу «Нашим», Якова Аббаси, рабби Самсон из Санса также составил комментарий на «Мидот», но он не сохранился.
- 3) Ашери. Этот комментарий напечатан в Праге (1715) вместе с его комментариями на трактаты «Тамид» и «Киним»[1].